# Campoli del Monte Taburno
Campoli del Monte Taburno è un comune italiano di 1 675 abitanti della provincia di Benevento in Campania.

## Geografia fisica
Si sviluppa sulla costa sud-orientale del Taburno, posto in mezzo a ampie distese di vigneti ed oliveti. Il comune fa parte della comunità montana del Taburno, nonché della regione Agraria n. 5. Colline di Benevento.
Ha una superficie agricola utilizzata di ettari (ha) 615,35 (Camera di Commercio di Benevento, dati e cifre, maggio 2007).

## Storia
Nei diplomi del medioevo è detto Campora. Sotto gli Aragonesi era posseduto dai Della Leonessa, quindi passò ai Carafa, poi ai D'Avalos ed infine ai D'Aquino.
Da piccolo borgo, passò ad essere nel XIV secolo casale nello Stato di Vitulano, in provincia di Principato Ultra.
L'insediamento nasce essenzialmente dopo il terremoto del 1456 quando gli abitanti della contrada "Sala" di Cacciano, allora casale di Tocco, si aggregarono a un borgo nella località allora detta Campora, o Camporum, rimanendo tuttavia legati a Cacciano fino al 1700 (quando fu edificata la Chiesa di San Nicola) per via della registrazione degli abitanti ed ove si recavano per i sacri riti, e ancora fino agli anni settanta del XX secolo, dove i bambini si recavano per frequentare la scuola media.

### Simboli
Stemma
(Statuto Comunale, p. 3, art. 7 - Stemma e gonfalone)

Gonfalone civico del comune

Lo stemma, concesso con D.P.R. del 3 luglio 1958 venne scelto, con deliberazione consiliare n. 7 del 2 marzo 1958, con tale motivazione: «Rifacendosi a tradizioni avite e alla maestosità del Taburno che il Comune di Campoli incastona nel verde splendido della sua corolla».
Gonfalone
Il gonfalone, concesso con lo stesso decreto, è:
(Statuto Comunale, p. 3, art. 7 - Stemma e gonfalone)

## Società

### Evoluzione demografica
Abitanti censiti

### Etnie e minoranze straniere
Al 31 dicembre 2016 risultano 77 cittadini stranieri residenti nel comune, pari al 4,87 % della popolazione. I gruppi più rilevanti sono:
1. Bangladesh: 37 (2,34 %)
2. Romania: 14 (0,89 %)

### Associazioni
- Pro loco Monte Taburno
- Forum dei Giovani
- Protezione Civile

## Cultura

### Detto locale
Spiegazione: il centro antico di Campoli sorge intorno a uno sperone di roccia (Riella), tanto piccolo, forzando, da dire di avere un solo orto e una sola vigna, ma la sua unica chiesa non ha un vero campanile né campane, ma i suoni vengono emessi da megafoni, tanto che a volte stridendo emettevano anche strani rumori.

### Calici di stelle

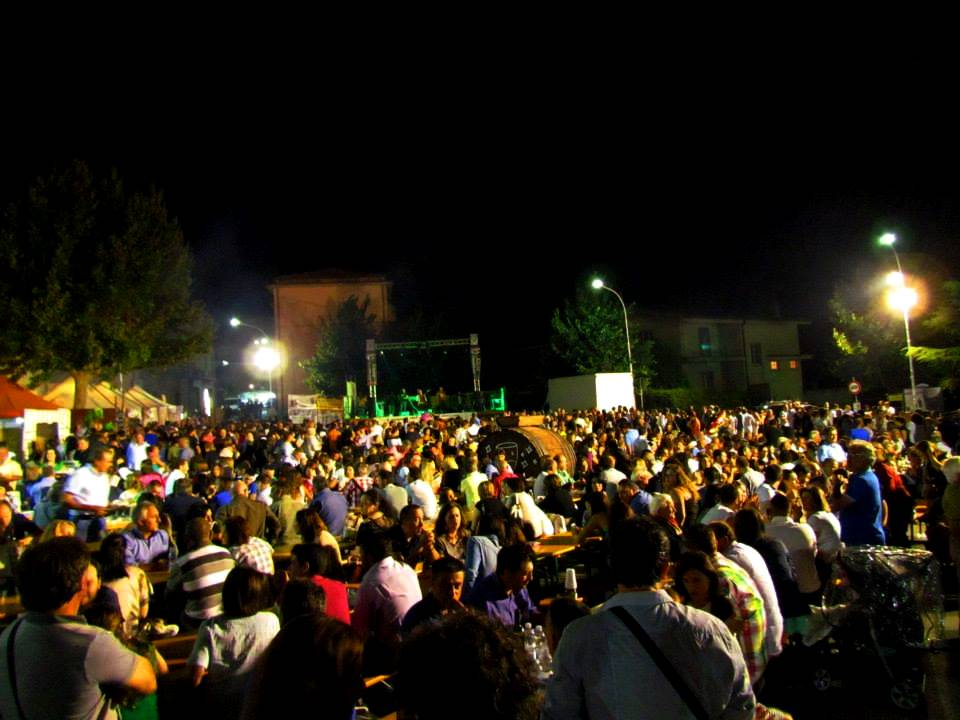
Calici di Stelle in Campoli del Monte Taburno

Manifestazione dell'associazione Città del Vino che si svolge ogni anno, nella notte di San Lorenzo (8-9-10 agosto).

## Economia

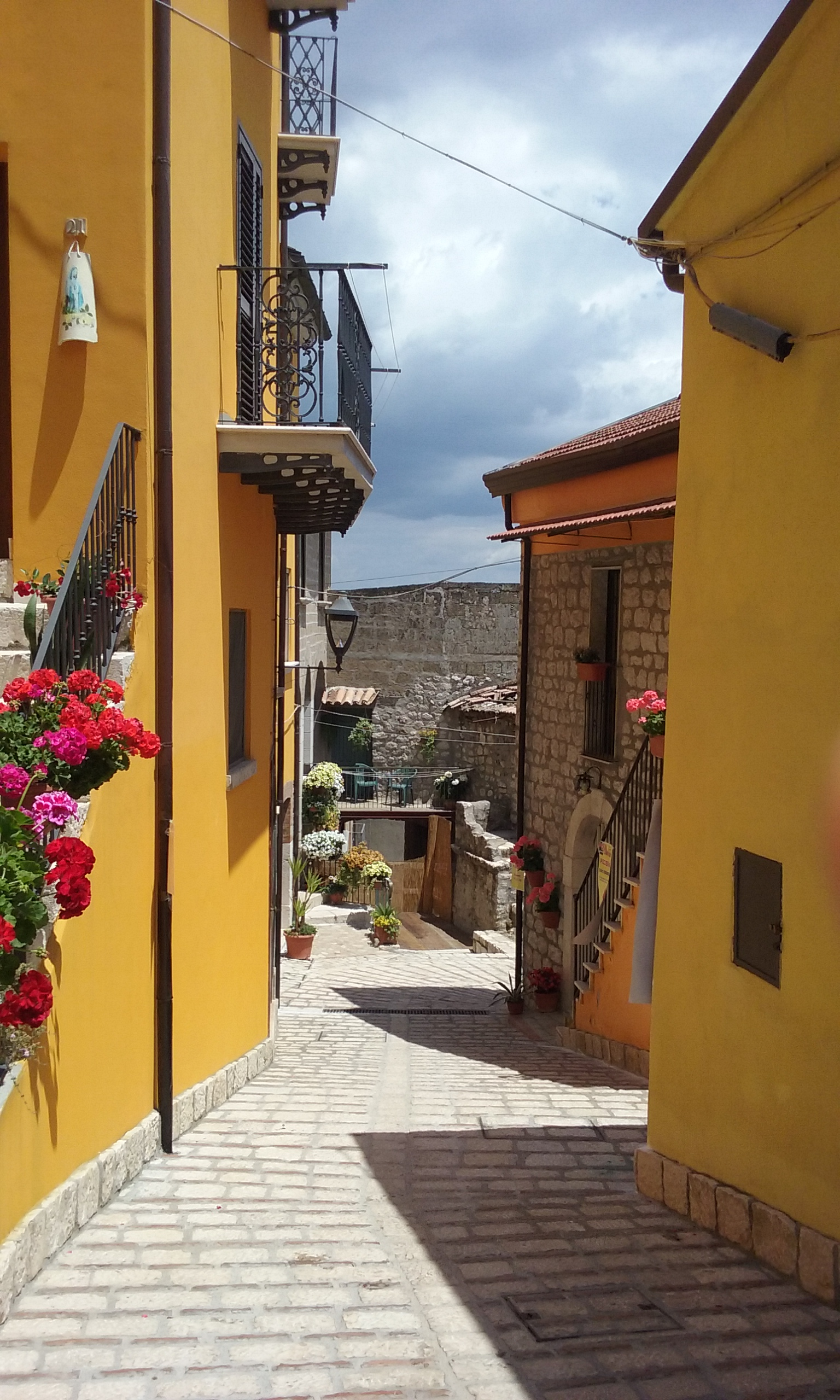
Campoli del Monte Taburno - scorcio del centro storico

Il paese è essenzialmente agricolo: le maggiori coltivazioni sono quelle di vite ed olivo, oltre che di alberi da frutto (ciliegie, mele).
Il territorio comunale rientra nei confini entro cui vengono prodotte le varietà di: Sannio e Taburno DOC, Aglianico del Taburno DOCG nelle sue varianti, Falanghina del Sannio e Taburno Falanghina DOC. Il paese fa parte dell'Associazione nazionale del vino, insieme ad altri 40 Comuni della Campania.

## Infrastrutture e trasporti
Il centro abitato di Campoli è collegato dalla SP 145 Campoli - SP Vitulanese I Tronco alla strada provinciale 109 Vitulanese I Tronco, che costeggia il monte Taburno e prosegue a Sud, oltrepassando Tocco Caudio, fino a Montesarchio, città attraversata dalla SS 7 Via Appia. Verso Nord la SP 109 costeggia il monte Camposauro e, oltrepassati Cautano e Vitulano, termina nel comune di Foglianise, da cui si può raggiungere Benevento attraverso la SP 152 SSV Fondovalle Vitulanese, e Torrecuso, raccordato alla viabilità nazionale dalla SS 372 Telesina, attraverso la SP 108 Valle Vitulanese - Solopaca.
In accordo con la provincia, ditte locali di autotrasporti operano un servizio di collegamento con i paesi vicini e una linea di andata e ritorno in orario scolastico per Benevento.

## Amministrazione
| Periodo          | Periodo       | Primo cittadino       | Partito                                   | Carica                    | Note |
| ---------------- | ------------- | --------------------- | ----------------------------------------- | ------------------------- | ---- |
| ...              | ...           | ...                   | Lista civica                              | Sindaco                   |      |
| 17 novembre 2014 | 2 giugno 2015 | Elvira Nuzzolo        |                                           | Commissario straordinario |      |
| 2 giugno 2015    | in carica     | Tommaso Nicola Grasso | Lista civica Costruire alla luce del sole | Sindaco                   |      |

## Sport

### Calcio: il Real Campoli
Il Real Campoli è attualmente l'unica realtà calcistica presente nel paese. La società nasce nel 2008, disputando la sua prima stagione ufficiale nel 2008–2009. Il campionato a cui la formazione campolese prende parte è la Terza Categoria della provincia di Benevento, chiudendo con una posizione di metà classifica. Nella stagione successiva, sotto la guida di Nicola Iadanza come allenatore, riesce a piazzarsi in quarta posizione, gettando basi solide per la vittoria finale del campionato nella stagione successiva. Si ha il salto di categoria, come prefissato dai programmi della società, al termine di un'entusiasmante lotta a quattro con il Guardia Sanframondi, il Castelpoto e l'Aspol Apollosa.
L'approdo in Seconda Categoria è contrassegnato da due stagioni di assestamento, dove il Real Campoli chiude il campionato a metà classifica. Un nuovo trionfo arriva nella stagione 2013–2014. In panchina siede ancora Nicola Iadanza e la squadra arriva a pari punti, sessantatré, con il Real Pagani; nonostante sia avanti per aver ottenuto quattro punti su sei negli scontri diretti, le due compagini disputano uno spareggio al campo Meomartini di Benevento per l'assegnazione del primo posto, ottenuto dai campolesi.